# Terry Matalas

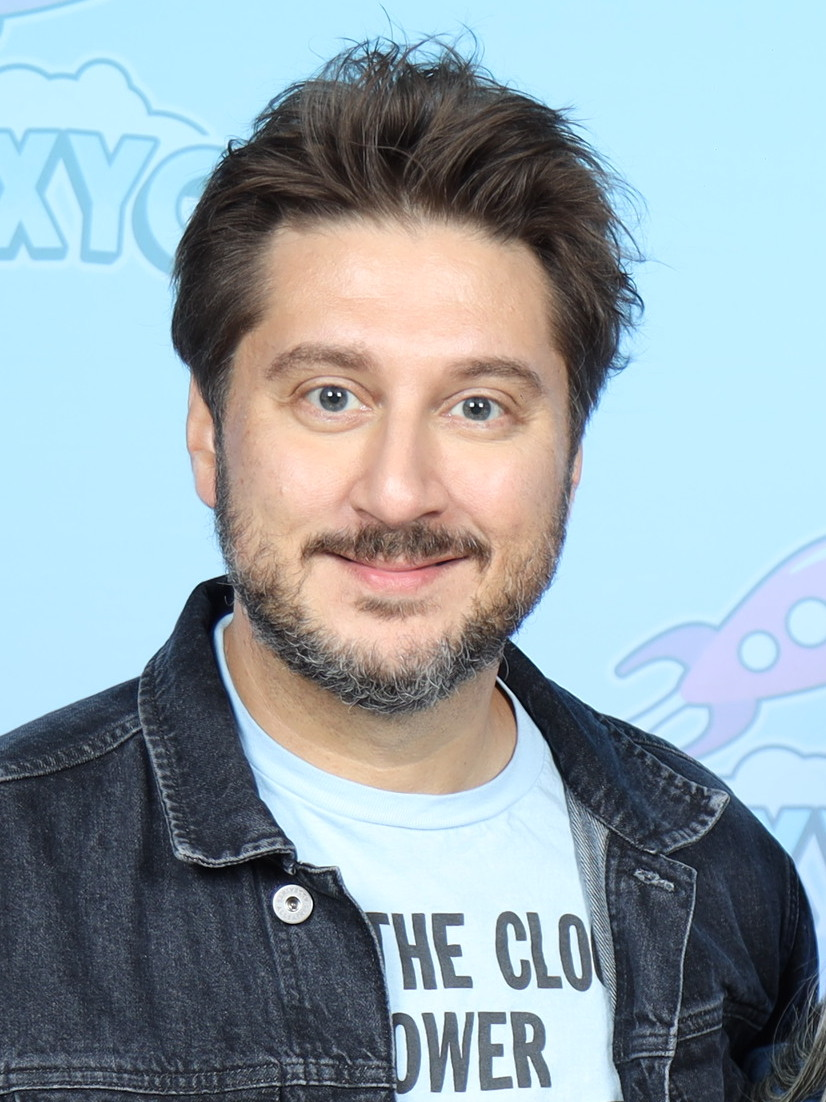
Terry Matalas (2023)

Terry Matalas (* 11. Dezember 1975 in New Jersey) ist ein US-amerikanischer Drehbuchautor, Filmproduzent und Regisseur.

## Leben und Karriere
Terry Matalas kam am 11. Dezember 1975 in New Jersey zur Welt.
Schon als Teenager begeisterte er sich für Filme und Fernsehserien, insbesondere Zurück in die Zukunft (1985) und Raumschiff Enterprise – Das nächste Jahrhundert (1987–1994). Matalas studierte später am Emerson College in Boston, wo er Travis Fickett kennenlernte, mit dem er im Verlauf immer wieder zusammenarbeitete.
Zu Beginn seiner Fernseh-Karriere war Matalas als Autor an diversen Serien beteiligt, so etwa an Star Trek: Enterprise (2001–2005), Terra Nova (2011) und Nikita (2010–2013). Daneben schrieb er die Comic-Miniserie Hive, die sich um die Protagonisten aus Raumschiff Enterprise – Das nächste Jahrhundert drehte, sowie gemeinsam mit Fickett die Graphic Novel Witch.
2013 schrieb Matalas mit Fickett eine Pilotepisode mit dem Titel Splinter, im Gedanken eine Serie um das Thema Zeitreise zu entwickeln, änderte dann aber in Absprache mit dem Produktionsunternehmen Atlas Entertainment die Namen der Figuren in Namen aus dem Film 12 Monkeys (1995), wonach die Pilotepisode als Beginn einer Reboot-Serie jenes Films fungierte. Die Serie lief für vier Staffeln auf dem Sender Syfy und erhielt vielerlei Lob seitens der Kritiker.
Nachdem er bereits als Autor und Co-Showrunner an der zweiten Staffel von Star Trek: Picard (2020–2023) mitgewirkt hatte, übernahm die Tätigkeit als Showrunner für die letzte Staffel allein. Für die finale Episode der Serie wurde er im Rahmen der Astra TV Awards für das beste Drehbuch in einer Dramaserie ausgezeichnet. Nominierungen erhielt er daneben für die beste Regie in einer Dramaserie sowie im Rahmen der Writers Guild of America Awards in der Kategorie Television: Episodic Drama.
2024 wurde Matalas von Marvel Studios als Showrunner und Executive Producer der angekündigten Miniserie Vision Quest verpflichtet, wobei er ebenfalls mehrere Episoden schreiben und inszenieren soll. Bei jener handelt es sich um den dritten Teil einer Serien-Trilogie, die mit WandaVision (2021) begonnen und Agatha All Along (2024) fortgesetzt wurde.

## Persönliches
Im Verlauf der Ausstrahlung von 12 Monkeys wurde Matalas selbst Vater, während er seinen eigenen Vater verlor.
Durch die Bekanntschaft mit Drehbuchautor Bob Gale war es Matalas möglich, den in Zurück in die Zukunft verwendeten DeLorean-Sportwagen zu restaurieren. Zudem besitzt er eines der Fahrzeuge aus den Filmen.

## Filmografie

### Drehbuchautor
- 2003: Star Trek: Enterprise
- 2011: Terra Nova
- 2012–2013: Nikita
- 2015–2018: 12 Monkeys
- 2018: Nightflyers
- 2022–2023: Star Trek: Picard

### Showrunner
- 2015–2018: 12 Monkeys
- 2020: MacGyver
- 2022–2023: Star Trek: Picard

### Produzent
- 2012–2013: Nikita
- 2015–2018: 12 Monkeys (Executive Producer)
- 2017: Blood Drive (Consulting Producer)
- 2018: Nightflyers (Consulting Producer)
- 2020: MacGyver (Executive Producer)
- 2022–2023: Star Trek: Picard (Executive Producer)

### Regisseur
- 2017–2018: 12 Monkeys (4 Episoden)
- 2023: Star Trek: Picard (2 Episoden)

### Darsteller
- 2024: Impractical Jokers (Realityserie)

## Auszeichnungen
Astra TV Awards
- 2023: Nominierung für die Beste Regie in einer Streamingserie (Star Trek: Picard, Episode The Last Generation)
- 2023: Auszeichnung für das Beste Drehbuch in einer Streamingserie (Star Trek: Picard, Episode The Last Generation)

Writers Guild of America Awards
- 2024: Nominierung in der Kategorie Television: Episodic Drama